# Semlower Straße 42 (Stralsund)

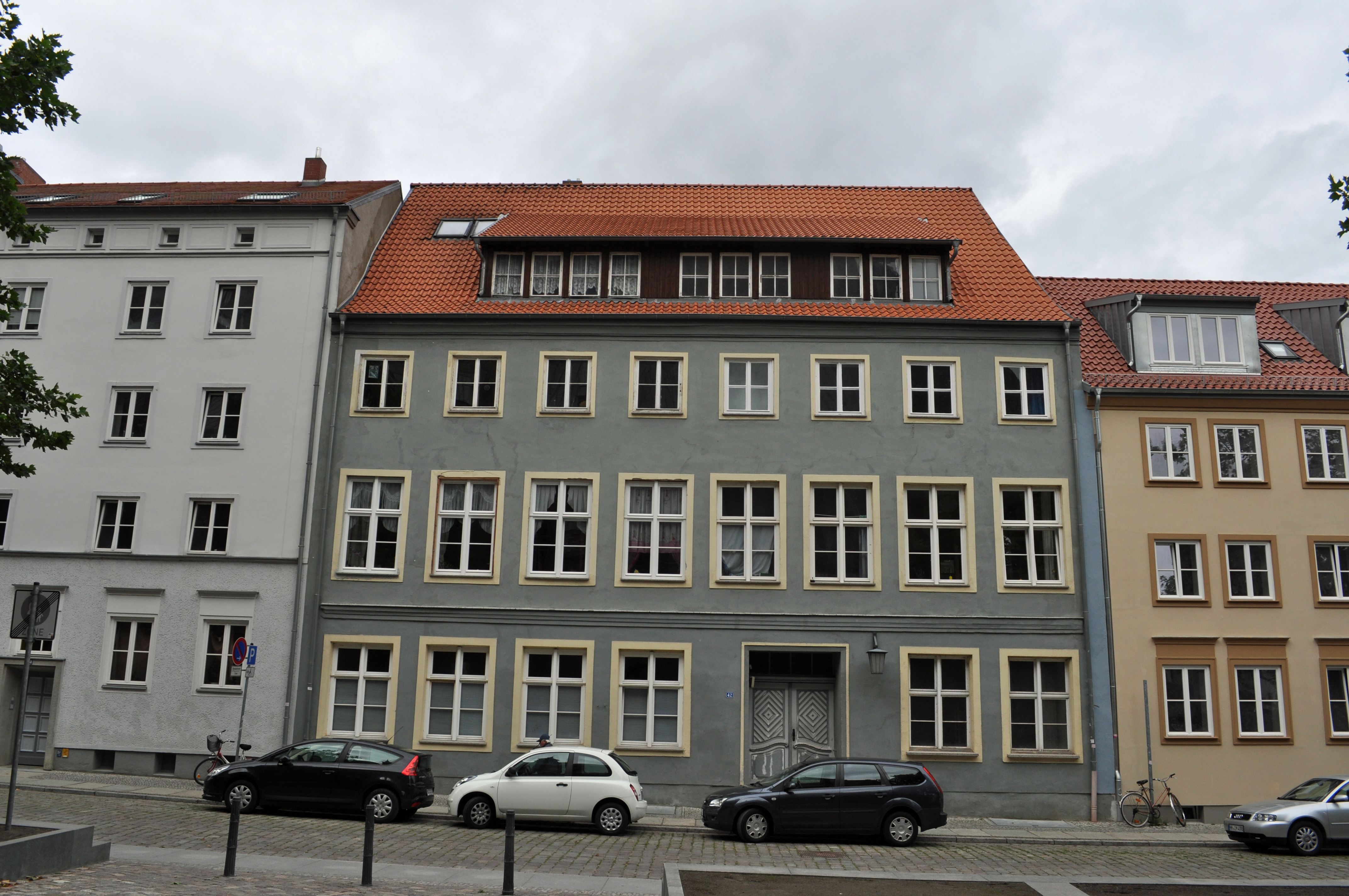
Das Haus Semlower Straße 42 in Stralsund (2012)

Das Gebäude mit der postalischen Adresse Semlower Straße 42 ist ein denkmalgeschütztes Bauwerk in der Semlower Straße in Stralsund.
Der dreigeschossige und achtachsige, traufständige Putzbau stammt ursprünglich aus der ersten Hälfte des 18. Jahrhunderts. Er wurde im Jahr 1956 bei einem Brand schwer beschädigt und in den Folgejahren in vereinfachter Form wieder aufgebaut.
Die zweiflügelige Haustür mit Rautenmuster im oberen Teil und geschweiften Spiegeln im unteren Teil ist original erhalten.
Das Haus liegt im Kerngebiet des von der UNESCO als Weltkulturerbe anerkannten Stadtgebietes des Kulturgutes „Historische Altstädte Stralsund und Wismar“. In die Liste der Baudenkmale in Stralsund ist es mit der Nummer 714 eingetragen.